# الجسمي 2002 (ألبوم)
الجسمي 2002 هو أول ألبومات الفنان حسين الجسمي وأول أغنية، أغنية قاصد.

## قائمة الأغاني: -
- قاصد - 4:16
- مين فينا - 5:32
- بودعك - 5:57
- عذبتني - 5:59
- سافر - 4:32
- من جبركم - 4:34
- الكبر لله - 5:54
- الترف - 5:40
- كنز عال عليه - 6:05
- يالمحبين - 4:16